# Neue Zeitschrift für Musik
Die Neue Zeitschrift für Musik (Tedesco: ˈnɔʏ̯ə ˈt͡saɪ̯tʃʁɪft fyːʁ muˈziːk) è una rivista musicale, cofondata a Lipsia da Robert Schumann, il suo insegnante e futuro suocero Friedrich Wieck e il suo caro amico Ludwig Schuncke. Il suo primo numero apparve il 3 aprile 1834.

## Storia
Sebbene il primo editore fosse Julius Knorr, la maggior parte del lavoro nei primi numeri del Neue Zeitschrift (NZM) fu fatto da Schumann; nel 1835, quando fu trovato un nuovo editore, il nome di Schumann apparve come editore. Nelle sue recensioni elogiava quelli della nuova generazione di musicisti che meritavano il plauso, tra cui Fryderyk Chopin e Hector Berlioz. Schuncke scrisse alcuni articoli con il sottotitolo "Jonathan" ma morì all'età di 23 anni nel dicembre 1834. 
Nel giugno 1843 gli altri impegni di Schumann gli fecero rinunciare alla direzione della rivista e nel 1844 Franz Brendel divenne proprietario ed editore. Sotto la sua direzione il pezzo più notevole fu l'articolo anti-ebraico di Richard Wagner Das Judenthum in der Musik, pubblicato sotto lo pseudonimo di K. Freigedank ("Libero Pensiero") nel volume 33, n. 19 (3 settembre 1850). Ignaz Moscheles e altri insegnanti del Conservatorio di Lipsia furono indignati e chiesero le dimissioni di Brendel dal suo consiglio. L'articolo di Wagner aveva insultato la memoria di Felix Mendelssohn, il fondatore del conservatorio, ma aveva avuto pochi ulteriori effetti in quel momento. Più tardi nel diciannovesimo secolo, contribuì alla crescita dell'antisemitismo, comprese le critiche alla musica dei compositori ebrei che differivano nello stile da Wagner. Brendel continuò a pubblicare la rivista fino alla sua morte nel 1868.

## NZM oggi
Il Neue Zeitschrift für Musik, sotto l'egida di Schott Music, continua come veicolo per la scrittura di musica, inclusa la musica classica, il jazz, il rock e la sound art. Ogni numero si concentra su un argomento particolare e include una varietà di saggi, recensioni di CD e libri.